# Urvind, Bihor
Urvind este un sat în comuna Lugașu de Jos din județul Bihor, Crișana, România.
 Acest articol despre o localitate din județul Bihor este deocamdată un ciot. Puteți ajuta Wikipedia prin completarea lui.